# Marry Visser-van Doorn
Marijtje Cornelia Willemijntje (Marry) Visser-van Doorn (Velsen, 19 maart 1940 - Leerdam, 17 juli 2009) was een Nederlands politica.
Mevrouw Visser-van Doorn was een CDA-politica, die vijf jaar lid van de Tweede Kamer was. Ze was afkomstig uit de kring van de vrouwenorganisatie van het CDA en voormalig voorzitter van de Bond van Plattelandsvrouwen. Ze hield zich bezig met uiteenlopende onderwerpen op het gebied van onder meer emancipatiebeleid, cultuur, welzijn en buitenlandse zaken (vrouwen en ontwikkeling). Ze had grote culturele belangstelling en zette zich met name in voor het behoud van historische boerderijen en andere monumenten en spande zich daarnaast in voor grotere waardering voor vrijwilligers.
Ze was de moeder van modeontwerper Mart Visser.
- Biografisch Portaal: 33896900
- International Standard Name Identifier: 0000 0003 9699 5788
- Nederlandse Thesaurus van Auteursnamen: 170164829
- Parlement.com: vg09llo7vtxs
- Virtual International Authority File: 292074643
- WorldCat: E39PBJw4G7fKRqpJJWv36yFYfq